# Tahani Rached
Tahani Rached (El Cairo, Egipto, 16 de mayo de 1947) es una documentalista canadiense-egipcia. Es conocida por su trabajo Four Women of Egypt y ha dirigido más de veinte documentales durante toda su carrera.

## Carrera
Tahani Rached nació el 16 de mayo de 1947 en El Cairo, Egipto. En 1966 se mudó a Montreal para dedicarse a la pintura. Fue estudiante en la Escuela de Bellas Artes de Montreal, donde estuvo durante dos años. Ella se involucró más con la comunidad y, por lo tanto, se dedicó al cine.
Fue contratada como cineasta de personal por el National Film Board of Canada en 1981. Sin embargo, Rached abandonó el Film Board en 2004 para regresar a Egipto, donde hizo varias películas más.

## Filmografía seleccionada
- Les voleurs de job (1980)
- La phonie furieuse (1982)
- Beyrouth! Not Enough Death to Go Round (1983)
- Haïti (Québec) (1985)
- Bam Pay A! Rends-moi mon pays (1986)
- Haïti, Nous là! Nou la! (1987)
- Au chic Resto Pop (1990)
- Doctors with Heart (1993)
- Emergency! A Critical Situation (1999)
- Four Women of Egypt (1997)
- For a Song (2001)
- Soraida, a Woman of Palestine (2004)
- These Girls (2005)
- Neighbors (2007)